# Wilhelm Roux
Wilhelm Roux (ur. 9 czerwca 1850 w Jenie, zm. 15 września 1924 w Halle) – niemiecki zoolog, anatom i embriolog. Jeden z twórców embriologii doświadczalnej. 
W latach 1870-1877 studiował medycynę w Jenie, uzyskując doktorat. Był profesorem od 1886 w Königliche Universität Breslau, od 1889 w Innsbrucku i w latach 1895–1921 profesor uniwersytetu Halle.